# Via Vignatagliata
Via Vignatagliata, o  via Vigna Tagliata, unisce via Contrari con via San Romano, a Ferrara e nel suo percorso attraversa Via Mazzini.

## Storia
La via, come la quasi parallela Via Vittoria, appartiene al nucleo medievale della città estense e tra il 1627 ed il 1859 fu compresa nel ghetto ebraico di Ferrara.
A lungo è stata abitata quasi esclusivamente da ebrei. Al civico 79 si trova l'edificio della ex scuola ebraica. 
La costruzione risale al XV secolo e dalla metà dell'ottocento ha ospitato un asilo e una scuola elementare ebraica. Quando vennero promulgate le leggi razziali fasciste divenne la sola scuola a Ferrara nella quale erano ammessi alunni ed insegnanti ebrei. Tra i docenti vi fu anche Giorgio Bassani.

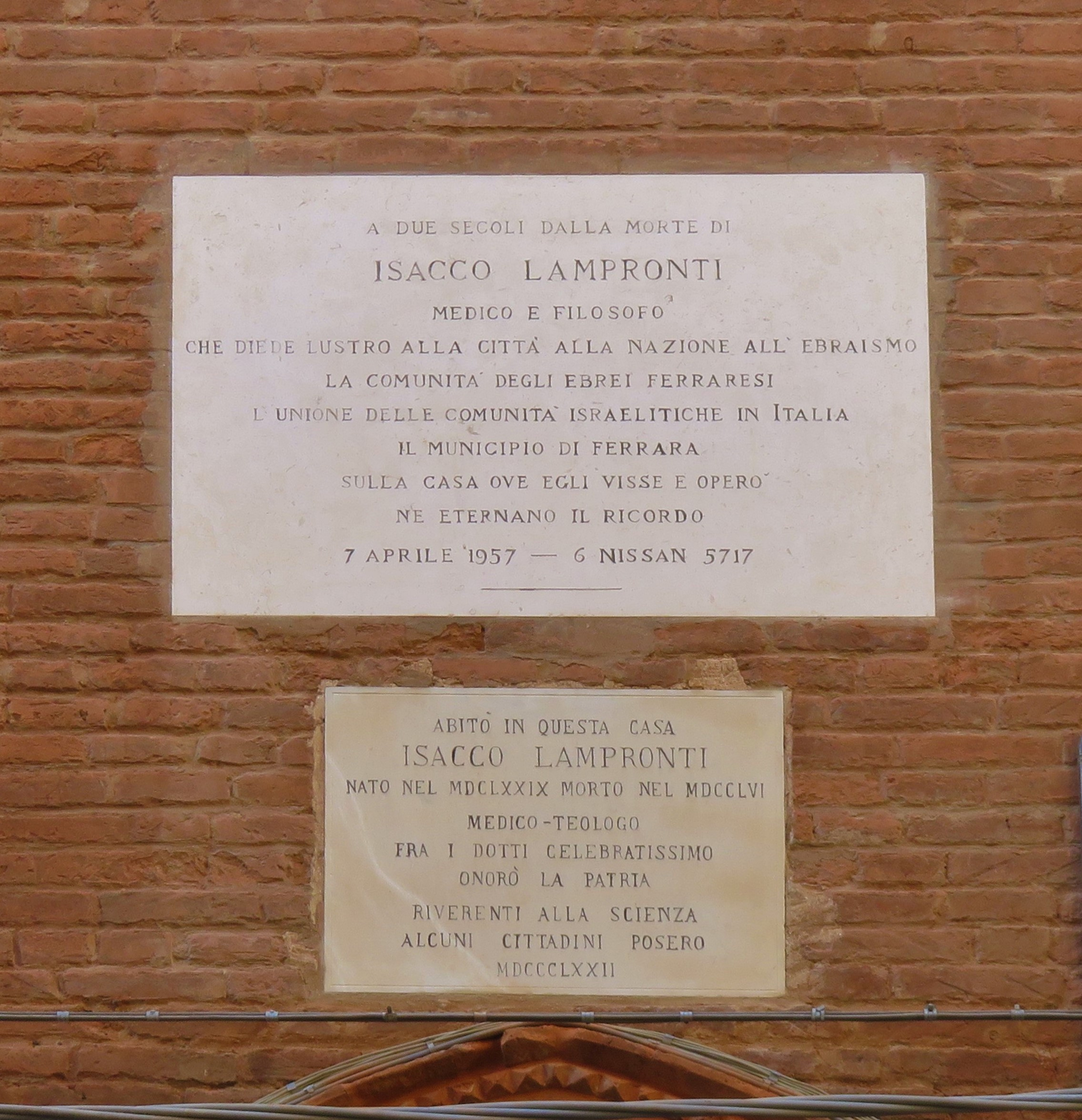
Epigrafi sulla casa dove visse Isacco Lampronti.

Al numero 33 della via visse (e vi morì, nel 1756) Isacco Lampronti, rabbino, medico e studioso del Talmud.

### Origini del nome
Il nome deriva probabilmente dalla vigna che appartenne ad un tale Iacobelli e che era presente in quest'area, poi utilizzata per i nuovi insediamenti ebraici.

## Vicolo Vignatagliata

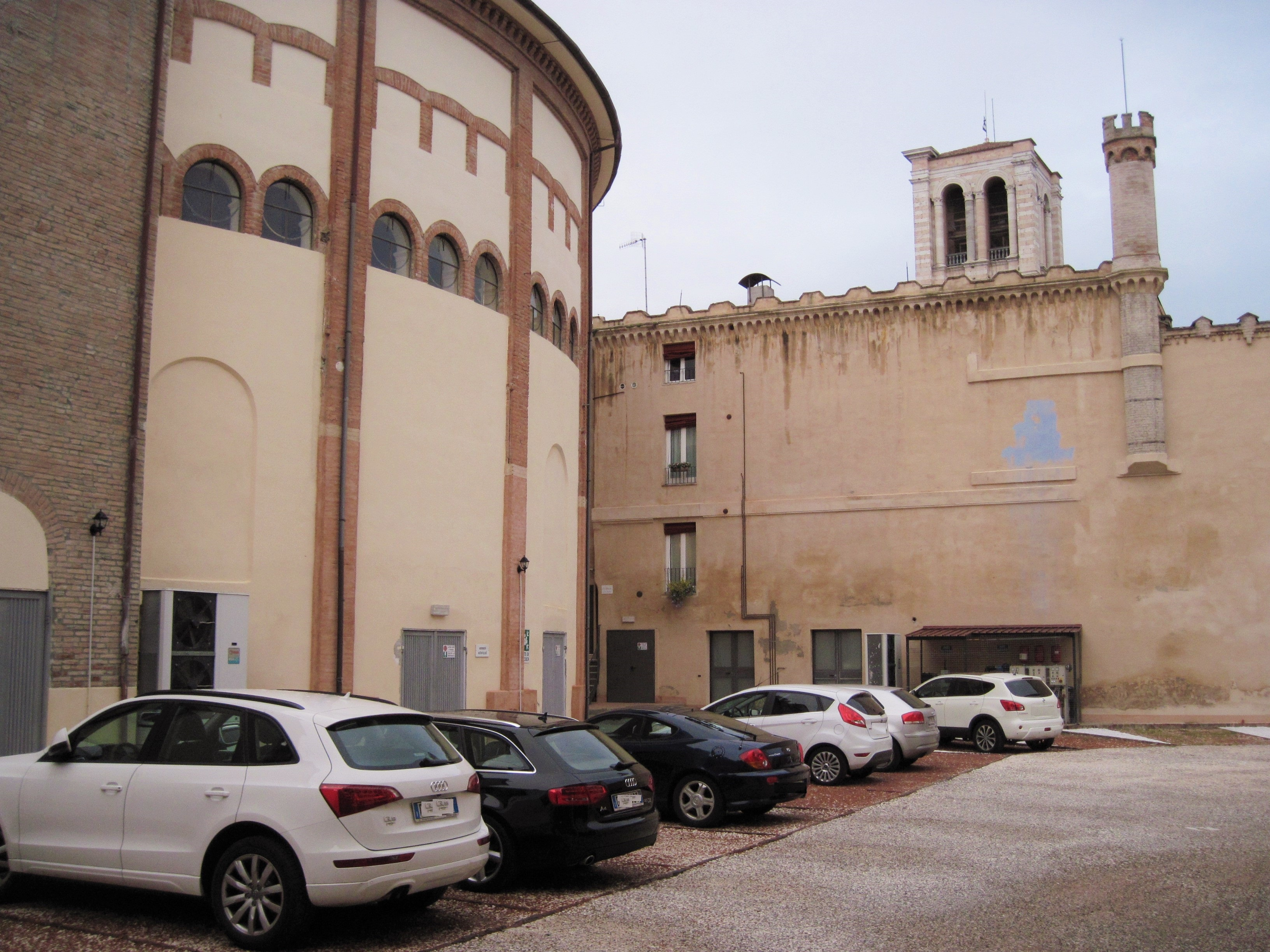
Vicolo Vignatagliata a Ferrara.

Circa a metà strada tra via San Romano e via Mazzini si apre un breve vicolo che finisce in un cortile ora privato usato come parcheggio. Dal cortile si può vedere parte della struttura del teatro Nuovo. Sino agli anni 90 in questo spazio era presente un cinema scoperto sopraelevato per la programmazione estiva dell'allora cinema teatro Nuovo.